# Obres d'Antoni Gaudí
Les obres d'Antoni Gaudí son un conjunt d'edificis declarats Patrimoni de la Humanitat per la UNESCO. La majoria són edificis d'estil modernista que es troben a la ciutat de Barcelona o els seus voltants, encara que també va projectar alguns edificis per a altres zones d'Espanya. Inicialment, es van declarar com a Patrimoni de la Humanitat el Parc Güell, el Palau Güell i la Casa Milà a Barcelona (1984), però es va decidir ampliar la designació l'any 2005 a d'altres quatre edificacions dissenyades per l'arquitecte Antoni Gaudí (1852-1926), passant a anomenar-se «Obres d'Antoni Gaudí». Totes elles, considera la UNESCO, «testifiquen l'excepcional contribució creativa de Gaudí al desenvolupament de l'arquitectura i tecnologia constructiva de finals del segle xix i principis del XX».

## Les obres inscrites
Els set edificis inclosos són:
| Codi    | Nom                                                   | Any inscripció | Localització             | Àrea  | Àrea respecte | Coordenades                                              | Imatge |
| ------- | ----------------------------------------------------- | -------------- | ------------------------ | ----- | ------------- | -------------------------------------------------------- | ------ |
| 320-001 | Parc Güell                                            | 1984           | Barcelona                | 10,79 | 9,74          | 41° 24′ 59.6″ N, 2° 09′ 07.7″ E / 41.416556°N,2.152139°E |        |
| 320-002 | Palau Güell                                           | 1984           | Barcelona                | 0,17  | 3,66          | 41° 22′ 50.5″ N, 2° 10′ 30.6″ E / 41.380694°N,2.175167°E |        |
| 320-003 | Casa Milà                                             | 1984           | Barcelona                | 0,5   | 11,17         | 41° 23′ 51.3″ N, 2° 09′ 46.9″ E / 41.397583°N,2.163028°E |        |
| 320-004 | Casa Vicens                                           | 2005           | Barcelona                | 0,12  | 4,23          | 41° 22′ 50.5″ N, 2° 10′ 30.6″ E / 41.380694°N,2.175167°E |        |
| 320-005 | Façana de la Nativitat i cripta de la Sagrada Família | 2005           | Barcelona                | 0,19  | 7,22          | 41° 24′ 19.8″ N, 2° 10′ 30.2″ E / 41.405500°N,2.175056°E |        |
| 320-006 | Casa Batlló                                           | 2005           | Barcelona                | 0,46  | 1,02          | 41° 22′ 00.3″ N, 2° 09′ 59.0″ E / 41.366750°N,2.166389°E |        |
| 320-007 | Cripta de la Colònia Güell                            | 2005           | Santa Coloma de Cervelló | 0,22  | 0,32          | 41° 23′ 16″ N, 2° 10′ 30″ E / 41.38778°N,2.17500°E       |        |